# Per Adolf Fischer
Per Adolf Fischer, född 25 augusti 1819 i Askersund, död 22 oktober 1887 i Lidköping, var en svensk bankdirektör och klädesfabrikör.

## Biografi
Per Adolf Fischer var son till postmästare Per Fischer och hans hustru, född Walke. Han ägnade sig åt studier inom textilindustrin i Tyskland och grundade på 1840-talet en fabrik i Saleby samt drev en klädeshandel i Lidköping. Under flera år var han direktör för Skaraborgs enskilda bank och ledde även en tändsticksfabrik. Dessutom var han medlem i stadsfullmäktige.
Fischer var gift med Christina Richter, dotter till lagmannen Richter. De fick en dotter vid namn Ester Fett. Hennes son, Harry Fett, tjänstgjorde som Norges riksantikvarie från 1913 till 1946.